# Lemvigbanen
 "VLTJ" omdirigeres hertil. For sangen fra Tørfisk, se VLTJ (sang).
Lemvigbanen blev anlagt og oprindeligt drevet af de to selskaber Vemb-Lemvig Jernbane (VLJ) og Lemvig-Thyborøn Jernbane (LTJ), som 16. august 1921 blev sluttet sammen til Vemb-Lemvig-Thyborøn Jernbane (VLTJ). Lemvigbanen drives nu af Midtjyske Jernbaner.

## Historie
I 1874 blev regeringen bemyndiget til at meddele eneret på en jernbane fra Vemb til Lemvig eller Lemvig Havn. Koncessionen blev udstedt 7. juli samme år, og strækningen blev åbnet i 1879. I den tyndt befolkede egn skulle banen være så billig som muligt, så det blev den første danske jernbane, der var ubevogtet og uindhegnet. I starten deltog stationsforstanderne ikke i banens sikkerhedstjeneste, for de skulle også være kromænd og have forskellige småjobs for at leve af det.
Lemvig Station blev lagt oppe på bakken uden for byen, da det ville koste 80.000 kr. ekstra at føre banen ned til bymidten og havnen. Der opstod dog hurtigt behov for en havnebane til godstrafik. Den kostede 81.600 kr. og stod færdig 1. september 1892. For at forcere den stejle skrænt ned til havnen måtte togene rebroussere undervejs. Rebroussementet blev forlænget i 1904, fordi togene blev længere.
Den store jernbanelov fra 1894 indeholdt "en jernbane fra Lemvig Havn over Lemvig Station og Harboøre til Thyborøn Kanal". Strækningen fra Lemvig Havn til Lemvig Station fandtes jo allerede som Lemvig Havnebane, og det nye selskab LTJ købte den af VLJ. Strækningen Lemvig-Thyborøn blev åbnet i 1899, i første omgang kun til Harboøre og senere på året helt til Thyborøn Havn. Det sidste stykke mellem Thyborøn Station og Thyborøn Havn blev kun brugt til godstrafik indtil 1924, hvor der blev indviet en ny endestation på havnen.
Mellem Langerhuse og Thyborøn blev banen oprindeligt anlagt på den lave strandeng, hvor den var udsat for oversvømmelse fra Nissum Bredning. I sommeren 1921 blev sporet hævet 1 meter ved at komme op på en dæmning ved siden af det gamle tracé. I 1955 blev strækningen flyttet ca. 2 km mod øst og kom sammen med landevejen op på det nye havdige, der stod færdigt i 1957. Det betød at trinbrættet Langerhuse og Knopper Station blev nedlagt; til gengæld opstod den nye station Rønland ved Cheminova.
I 2005 undersøgte Lemvigbanen, om man kunne etablere et demonstrationsprojekt med brint- og brændselscelle-drevne tog, hvilket kunne have gjort VLTJ til indehaver af Europas første kommercielle, brintdrevne togrute. Det blev dog ikke til noget. I stedet er Lemvigbanen i 2020 den sidste danske privatbane, der stadig har de traditionelle Y-tog i drift. Midtjyske Jernbaner, som Lemvigbanen blev en del af i 2008, oplyste i 2106 at man fortsat var på udkig efter nye tog. I 2025 startede batteritog i begrænset drift mellem Vemb og Thyborøn.

## Strækningsdata
- Vemb-Lemvig (28,9 km), åbnet 20. juli 1879
- Lemvig Havnebane (1,8 km), åbnet 1. september 1892
- Lemvig-Harboøre (17,7 km), åbnet 22. juli 1899
- Harboøre-Thyborøn (11,0 km), åbnet 1. november 1899
- Samlet længde: 59,4 km
- Sporvidde: 1.435 mm
- Skinnevægt: de oprindelige lette skinner blev i 1904-08 med nye skinner på 22,45 kg/m; i 1972 var skinnerne på 24,39-27,55 kg/m
- Maks. hastighed (1972): 75 km/t
- Største akseltryk (1972): Vemb-Lemvig 16,5 t, Lemvig-Thyborøn 15,0 t

## Standsningssteder
- Vemb station i km 0,0 – forbindelse med Den vestjyske længdebane.
- Amstrup trinbræt i km 5,5 fra 1. august 1903.
- Bækmarksbro station i km 8,4.
- Raakjær trinbræt i km 10,9 fra 1.juli 1923 til 15. maj 1928.
- Sinkbæk trinbræt i km 11,5.
- Fåre station i km 14,0.
- Ramme station i km 19,1.
- Bonnet station i km 23,1.
- Lomborg trinbræt i km 24,5 fra 1. maj 1880, flyttet til km 26,0 1. oktober 1902, navn ændret til Armose trinbræt 27. maj 1995 – banens højeste punkt, 45 m o.h.
- Lemvig station i km 28,9.
- Balleby trinbræt i km 32,7. Oprindeligt billetsalgssted med sidespor, men billetsalget ophørte i 1923 og sidesporet blev fjernet omkring 1970.
- Houmaa trinbræt i km 34,2 til september 1900.
- Klinkby station i km 35,6.
- Nejrup trinbræt i 37,5 til 9. september 1900 og fra 1. juli 1924.
- Strande station i km 39,4.
- Victoria Street Station i km 40,9 fra 13. november 1923. Hed oprindeligt Vejlby Stoppested, men da skiltet forsvandt, opsatte beboere et nyt med det nuværende navn, som blev officielt maj 1991.
- Vejlby Nord Station nedlagt
- Vrist station i km 43,4. Fra 1. februar 1961 billetsalgssted med sidespor, som blev fjernet i 1965. Fra 1. september 1977 trinbræt.
- Harboøre station i km 46,6.
- Langerhuse trinbræt i km 48,1 fra 4. august 1923 til omlægningen af banen 23. august 1955.
- Knopper station i km 51,6 til omlægningen af banen 23. august 1955. Fra 1. juli 1923 betjent af købmanden.
- Rønland station i km 51,6 efter omlægningen af banen 23. august 1955. Fra starten sidespor til Cheminova og fiskemelsfabrikken Rønland, fra 1956 stationsbygning.
- Thyborøn Færge trinbræt fra 21. juni 1971, hvor færgeruten Thyborøn-Agger blev åbnet. Nedlagt.
- Sprogøvej trinbræt fra marts 1982.
- Thyborøn station i km 56,3. Nedsat til trinbræt i 1924, fra 1990 Thyborøn Kirke trinbræt.
- Thyborøn Havn station i km 57,6 fra 1924, hvor persontrafikken også fortsatte hertil.

## Strækninger hvor nedlagt banetracé er bevaret

### Lemvig Havnebane
Lemvig Havnebane er nu lukket for al jernbanetrafik. Den 2 km lange strækning kaldes "Bjergbanen", og der kørtes tidligere turisttog på banen. Banens tilstand er i dag for dårlig til nogen form for trafik.
- Bjergbanens perron oppe ved stationen
- Bjergbanens bro over vejen Vesterbjerg
- Rebroussementet hvor togene skifter retning
- Bjergbanen nede ved havnen

- Wikimedia Commons har flere filer relateret til Lemvig Havnebane

### Harboøre-Knopper-Thyborøn
8½ km af det oprindelige banetracé mellem Harboøre og Thyborøn er bevaret. Heraf indgår de 7½ km mellem de to byers diger i de nationale cykelruter 1 og 12.
- Servicevej for vindmøller nordvest for Harboøre
- Nationale cykelruter 1 og 12 nordvest for Harboøre
- Næsten lige ud til Thyborøn i det fjerne
- Syd for Thyborøn, der er omgivet af et dige

- Wikimedia Commons har flere filer relateret til Harboøre-Knopper-Thyborøn

## Løst og fast om banen
VLTJ havde i jernbanekredse øgenavnet "Væmmelig lang trist jernbane".
Den danske gruppe Tørfisk skrev i 1985 sangen "VLTJ" (fra albummet Stemning samt flere opsamlinger) om Vemb-Lemvig-Thyborøn Jernbane. Sangen blev på et tidspunkt kult.
56°33′N 8°18′Ø / 56.55°N 8.3°Ø